# Rona Hartner
Rona Hartner (Bucarest, 9 marzo 1973 – Tolone, 23 novembre 2023) è stata un'attrice, cantante e musicista rumena, di origini tedesche.

## Biografia
Studiò dal 1979 al 1991 alla scuola tedesca di Bucarest, l'"Istituto Herman Oberth". Dal 1991 al 1992 frequentò la scuola musicale "Titu Maiurescu", sempre a Bucarest, e nella capitale rumena nello stesso anno iniziò l'Accademia di Teatro e Cinema. Parlava sei ligue: rumeno, tedesco, inglese, francese, spagnolo e romanes.
Nel 1996 incontrò il regista francese Tony Gatlif che era alla formazione del cast per il film  Gadjo dilo - lo straniero pazzo ambientato in Romania: le venne affidato il ruolo di protagonista e curatrice musicale. Questa interpretazione le valse alcuni premi come migliore attrice, in particolare un premio speciale al Festival internazionale del film di Locarno. 
Si impegnò anche in altri campi come la danza, il canto, oltre a suonare chitarra, sassofono e pianoforte.
Rona Hartner è morta nel 2023 in Francia, a Tolone, per le complicazioni di due tumori, uno al cervello e l'altro ai polmoni.

## Filmografia
- Asphalt Tango, regia di Nae Caranfil (1996)
- Gadjo dilo - Lo straniero pazzo (Gadjo dilo), regia di Tony Gatlif (1997)
- Nekro, regia di Nicolas Masson (1997)
- Dublu extaz, regia di Iulian Mihu (1998)
- Vive la mariée... et la libération du Kurdistan, regia di Hiner Saleem (1998)
- Doggy Bag, regia di Frédéric Comtet (1999)
- Je suis né d'une cigogne, regia di Tony Gatlif (1999)
- Cours toujours, regia di Dante Desarthe (2000)
- Sauve-moi, regia di Christian Vincent (2000)
- Sexy Harem Ada-Kaleh, regia di Mircea Mureșan (2001)
- Mischka, regia di Jean-François Stévenin (2002)
- Il tempo dei lupi (Le temps du loup), regia di Michael Haneke (2003)
- Le Divorce - Americane a Parigi (Le divorce), regia di James Ivory (2003)
- Maria, regia di Calin Peter Netzer (2003)
- Travaux - Lavori in casa (Travaux, on sait quand ça commence...), regia di Brigitte Roüan (2005)
- Madame Irma, regia di Didier Bourdon e Yves Fajnberg (2006)
- Tombé d'une étoile, regia di Xavier Deluc (2007)
- Pollo alle prugne (Poulet aux prunes), regia di Marjane Satrapi e Vincent Paronnaud (2011)
- Ce qui reste, regia di Sarah Lehu e Abel Monem (2012)

## Discografia
- Boum Ba Clash (2007)
- Natural (2011)